# Emmanuelle Marévéry
 (février 2020).
Pour l’article homonyme, voir Yves Marevéry.
Emmanuelle Marévéry, née en 1984, est une coureuse cycliste spécialisée dans le VTT de descente.

## Biographie
Après avoir débuté la compétition en cross-country et en cyclo-cross, elle s'oriente vers le VTT de descente et intègre l'équipe de France junior en 1999.
Après avoir suivi des études d'ingénieur à l'INPG, elle travaille dans le domaine de l'expérience utilisateur .

## Palmarès
En Descente (Elite, Junior)
Elle réalise plusieurs podiums en coupe de France et entre dans le Top 100 du classement UCI.
- 27e de l'étape de la coupe du monde 2000 aux Gets[4],[5].

- 4° du championnat d'Europe Junior 2000 à Vars.

- 7e du championnat de France 2001[6],[7].
- 3e de la coupe de France de VTT 2000 descente à Aussois [8].
- 3e de la coupe de France de VTT 2001 descente aux Orres[9].

En Descente (Masters)
- 1re du championnat du Monde Masters 2021 à Praloup (35-39 ans)[10],[11].

En Dual Slalom
- 1re de l'étape de la coupe de France 2001 à Orcières Merlette[12].
- 2e au classement général de la coupe de France 2001[13].
- 3e des internationaux de France 2000 de Courchevel[14].